# Angiolo Nardi Dei
Pour les articles homonymes, voir Nardi.
Angiolo Nardi Dei (Chiusi, 9 janvier 1833 - Florence, 23 janvier 1913) est un mathématicien italien issu d'une famille noble.

## Biographie
Il passe sa licence en physique mathématique en 1857 et en mathématiques appliquées en 1860, à l'université de Pise. 
En 1859 il obtient l'aptitude à l'exercice de la profession d'ingénieur et d'architecte.
Il passe toute sa vie auprès de l'université de Pise. Le 10 mars 1860, il entre en fonction à la faculté de sciences comme enseignant de dessin géométrique et en 1871, il est nommé professeur attaché aux applications de géométrie descriptive. 
Devenu professeur honoraire en 1909 (à 76 ans), il continue même à enseigner dans ces années  la comptabilité, l'expertise  rurale, la topographie en plus de la géométrie descriptive.
On ne connaît pas ses publications, à part un cours de géométrie descriptive. Il sentit toujours la forte nécessité de joindre à la leçon magistrale des exercices de tous genres. Dans ce but, il encouragea avec assiduité et patience le développement de l'École de dessin et du Cabinet de Topographie.
Il fut un membre très actif de l'administration communale de Pise en s'intéressant constamment aux monuments, à l'hygiène et aux bonifications agraires.